# Joseph Christophe

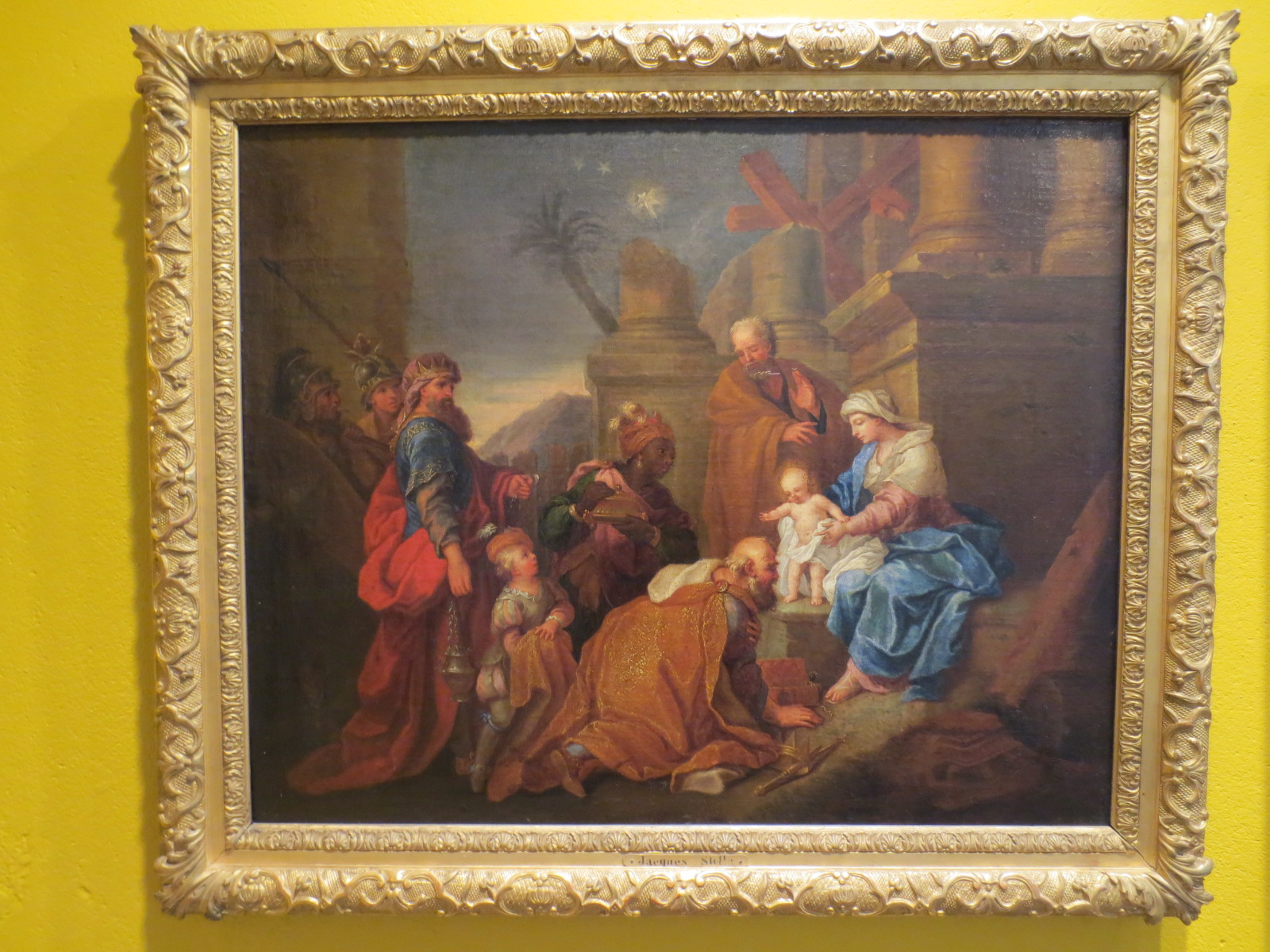
L'adorazione dei Magi (1720 circa)

Joseph Christophe (Verdun, 10 agosto 1662  o 1667 – Parigi, 29 marzo 1748 (o tra il 9 marzo e il 29 maggio)) è stato un pittore, disegnatore, decoratore d'interni francese, docente e rettore dell'Académie royale de peinture et de sculpture.

## Biografia
Formatosi alla scuola di Bon Boullogne, quest'artista lavorò nella sua regione natale durante l'arco di tutta la sua vita e a Parigi tra il 1679 e il 1748. A Versailles eseguì i disegni per le vetrate della cappella della Reggia. Nel 1687 fu a Roma, dove rimase per un periodo imprecisato. Al suo ritorno in patria, operò a Fontainebleau e di nuovo a Versailles. Lavorò per tre anni per il Duca di Vendôme e per sei mesi a Chantilly per il Duca di Borbone. Nel 1717 divenne docente presso l'Académie royale de peinture et de sculpture e nel 1744 rettore, succedendo a Hyacinthe Rigaud.
Fu soprattutto un pittore di soggetti di genere, mitologici, cristiano-religiosi e storici, ma realizzò anche disegni per tappeti. Il dipinto La moltiplicazione dei pani, eseguito nel 1696 e conservato presso la Cattedrale di Notre-Dame a Parigi, fu una delle sue opere più importanti. Realizzò anche una serie di affreschi rappresentanti la vita della Santa Vergine per la decorazione della navata e della cupola della Chiesa della Dame della Congregazione di Verdun. Eseguì anche commissioni reali: dipinse infatti, su ordine di Luigi XIV, il Battesimo del Gran Delfino, che fu anche riprodotto come arazzo dalla Manifattura dei Gobelins.
Molte sue opere furono riprodotte per incisione, tra gli altri da Jacques-Nicolas Tardieu.
Il suo stile risente dell'influenza di Charles Le Brun.